# Francis Capra
Francis Capra Junior, más conocido como Francis Capra (Nueva York, 27 de abril de 1983), es un actor estadounidense conocido por su papel como Eli "Weevil" Navarro en la serie de televisión Veronica Mars.

## Biografía
Hijo de Ann Marie Capra y Francis Capra, nació en 1983 en la ciudad de Nueva York. Se crio en el Barrio del Bronx, asistió al colegio católico de Nuestra Señora de la Asunción y es de ascendencia dominicana e italiana. 
Empezó a actuar en 1993 con la película una historia del Bronx, en la que participó al ser descubierto por Robert De Niro y Chazz Palminteri a la tierna edad de 9 años.
Posteriormente, como niño actor, se mudó con su madre y sus hermanos (Chanel, Ava y Asa Capra) a los Ángeles.
En 1994 fue nominado al Young Artist Award por la película Una historia del Bronx.
En 1995 hizo su segunda aparición en Liberad a Willy 2. Su rol más reconocido es en la serie televisiva estadounidense Veronica Mars, donde interpretó a uno de los personajes más relevantes Eli "Weevil" Navarro. Tiene otras apariciones en series de televisión, entre ellas Orange County, Navy: Investigación Criminal o Heroes (al igual que su compañera de reparto en Veronica Mars, Kristen Bell).

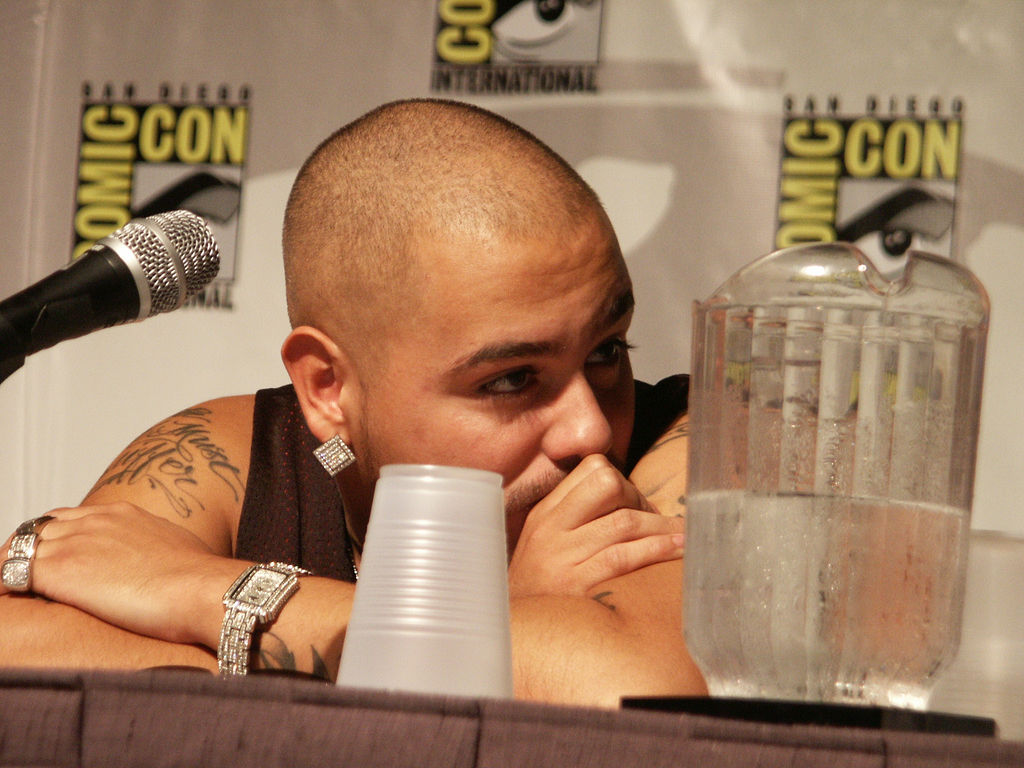
Capra en 2006.

Casi no conoció a su padre debido a que éste se pasó en la cárcel la mayor parte de su infancia. Finalmente, éste fue asesinado por un balazo en 2003, cuando Capra tenía 22 años.
También está metido en la producción de películas. Tiene una productora que dirige junto a su amigo el actor De'Aundre Bonds, llamada Take Off Productions.
Actualmente vive en Los Ángeles, California.

## Filmografía

### Cine
- 1993: una historia del Bronx (como Calogero C" Anello)
- 1995: Liberad a Willy 2 (como Elvis)
- 1996: Kazaam (como Maxwell "Max" Connor)
- 1997: El hada novata (como Charlie)
- 1998: Punk Story (como el joven Bob)
- 2002: QII2JDG (como Jackal); corto
- 2003: Red zone (como Pat)
- 2005: Venice Underground (como T-bone)
- 2006: Crank (película)
- 2006: Dishdogz (como Cooper)
- 2007: Black Irish (como Anthony)
- 2009: Promesa sangrienta (como Tattoo)
- 2011: Clear Skies 3
- 2011: Rampart (como Seize Chasco)
- 2014: Veronica Mars (película) (como Eli "Weevil" Navarro)

### Televisión
- 1996: My guys (como Francis DeMarco); episodio piloto
- 1997: 413 Hope St. (como Tony Garret); un episodio
- 2001: Walker, texas ranger (como Ace); un episodio.
- 2001: Dos en Malibú (como Tony); un episodio
- 2002: The Shield: el margen de la ley (como Jesus Rosales); un episodio
- 2003: The Division (como James Brlow); un episodio
- 2003: 44 minutos de pánico (como Ramón); película televisiva
- 2003: The O.C. (como Z)
- 2003: CSI: Crime Scene Investigation
- 2003: American Dreams (como Palladino)
- 2003: The Guardian (como Donny Longo)
- 2004: Crossing Jordan (como el detective Jason Harris)
- 2004: Without a Trace (como Tito Cruz)
- 2004 - 2007: Veronica Mars (como Eli "Weevil" Navarro); 64 episodios
- 2005: Juez Amy (como Marcus); un episodio
- 2005: Justicia Ciega (como Mike Barreras)
- 2007: The Closer (como Miguel Torres)
- 2007: Mentes Criminales (como Ervin)
- 2008: Friday Night Lights (como Devin Diablo)
- 2008: Lincoln Heights (como Carlo)
- 2008: Heroes (como Jesse Murphy)
- 2008: Hijos de la anarquía (como un miembro de los Mayas)
- 2009: Castle (como Juan Restrepo)
- 2009: Navy: Investigación Criminal (como Eddie Castillo)
- 2010: Cutthroat (como Vásquez)
- 2010: Blue Bloods (como Pablo Torres)
- 2010: Bones (como Antony Truxton)
- 2012: Touch (como chico de la bici)
- 2014: NCIS: Los Ángeles (como Salazar)
- 2014: Play it again, Dick (como Eli "Weevil" Navarro)
- 2014: The Strain (como Crispin)
- 2018: iZombie (como Baron)

## Curiosidades
Capra tiene 18 tatuajes entre los que se destacan los símbolos de "dólar" y "centavos" junto a los bordes externos de sus ojos, la frase "Good must sufer" en su brazo derecho y la palabra "familia" en un lado del cuello. Otro de ellos es en homenaje a su padre.
También tiene uno de una corona de 5 puntas, que puede hacer referencia a la pandilla callejera Eagle Rock Latin Kings de Los Ángeles, de la que se rumorea forma o ha podido formar parte.
No tiene ninguna relación con Frank Capra.